# Pečenice
Pečenice (in ungherese Hontbesenyőd) è un comune della Slovacchia facente parte del distretto di Levice, nella regione di Nitra.